# Johannes Oporinus

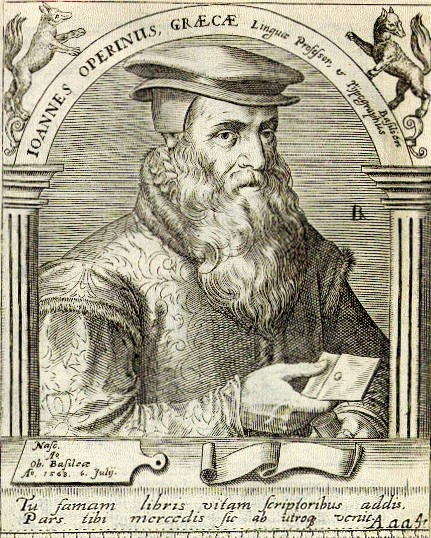
Portret Johannesa Oporinusa, rycina Théodore de Bry

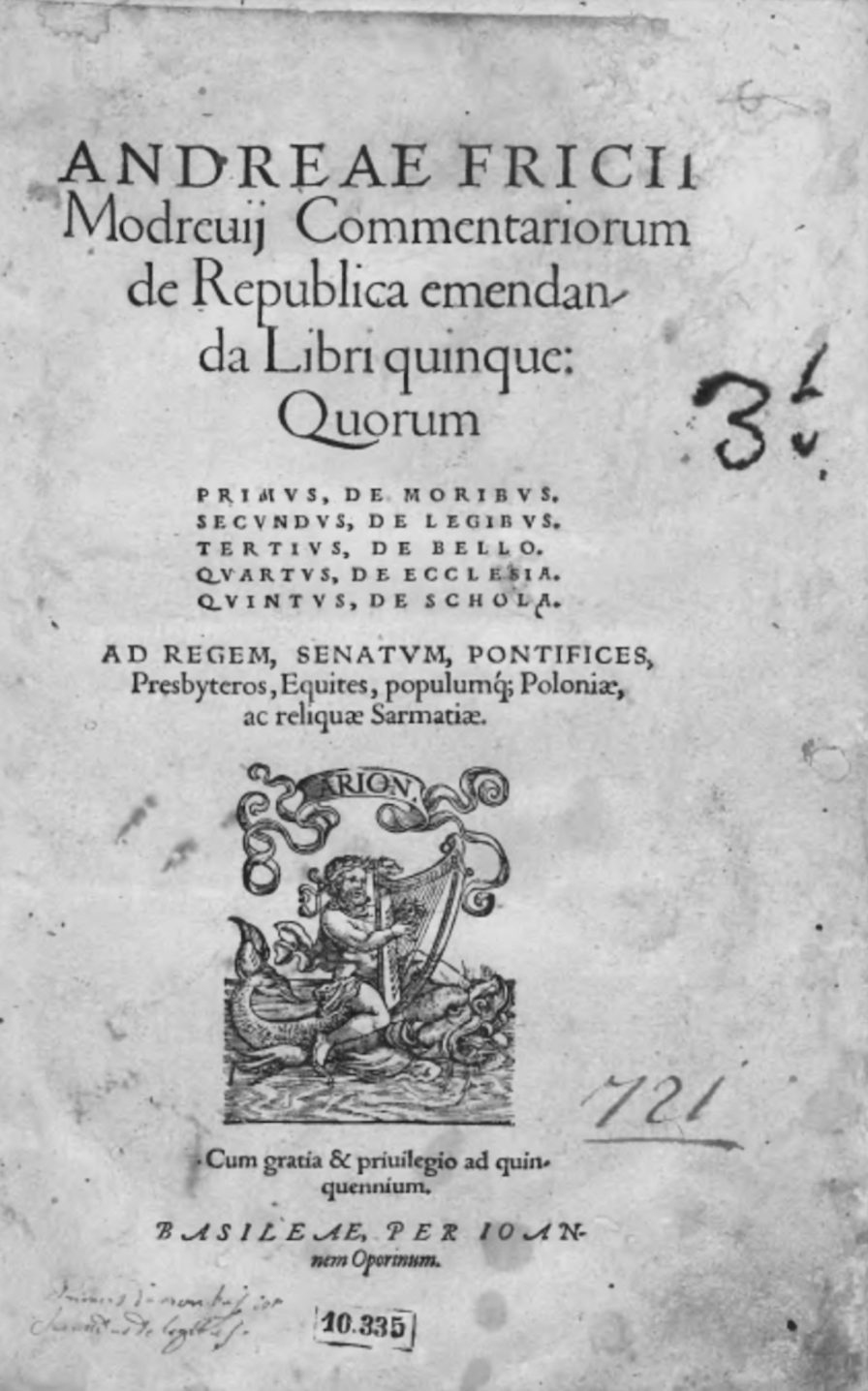
Strona tytułowa drugiego wydania łacińskiego O naprawie Rzeczypospolitej Andrzeja Frycza Modrzewskiego. Jeden z najsłynniejszych druków Oporinusa. Obecnie Zakład Narodowy im. Ossolińskich we Wrocławiu.

Johannes Oporinus (niem. Johannes Herbster lub Herbst, pol. Jan Oporin) (ur. 25 stycznia 1507 w Bazylei, zm. 6 lipca 1568) – drukarz i humanista z Bazylei.
Był synem szwajcarskiego malarza Hansa Herbsta. Ukończył studia uniwersyteckie w Strasburgu i Bazylei. Pracował jako nauczyciel w klasztorze cystersów św. Urbana, a po powrocie do Bazylei uczył łaciny w szkole. W latach 1526 pracował jako korektor druków w drukarni Johanna Frobena. Po 1537 roku Oporinus został wykładowcą języka greckiego na Uniwersytecie w Bazylei, posiadając tytuł profesora. W 1542 roku zrezygnował z pracy akademickiej na rzecz pracy w drukarni.
W 1530 roku wraz z T. Platterem, B. Ruckem i R. Winterem założył drukarnię, którą w 1540 odkupił od wspólników za 800 guldenów i prowadził ją już samodzielnie. Na przestrzeni lat 1540–1567 wydał ok. 700 druków, głównie o tematyce naukowej. W latach 1542–43 wydał pierwsze na świecie wydanie Koranu po łacinie w tłumaczeniu szwajcarskiego językoznawcy, orientalisty i tłumacza Theodore Bibliandera (1500–1564). Druk spotkał się z oporem rady miasta Bazylei, która chciała zapobiec jego wydaniu. Po interwencji Marcina Lutra ostatecznie zakazu druku nie wydano. W 1543 roku wyszła De humani corporis fabrica flamandzkiego lekarza i anatoma Andreasa Vesaliusa, następnie w latach 1542–1543 zielnik Fuchsa z drzeworytowanymi ilustracjami roślin. W 1546 roku wydał dzieło hiszpańskiego protestanta Juana Díaza Historia vera de morti sancti viri Ioannis Diazii Hispanics […] oraz prace z zakresu historii kościoła m.in. Matthiasa Flaciusa Illyricusa Catalogus testium veritatis (1556 i 1562). W 1552 r. opublikował pracę młodego Johannesa Sambucusa dedykowaną Maksymilianowi II Habsburgowi. Rozpoczął druk Centurii Magdeburskich (1559–1574), wydał jednakże tylko trzy tomy z trzynastu. Pozostałe wyszły spod ręki Eusebiusa Episcopiusa, ale ze znakiem drukarni Oporiniusa. Do najważniejszych publikacji należy również atlas anatomiczny De humani corporis fabrica autorstwa humanisty i lekarza Andreasa Vesaliusa (1543). Na przestrzeni lat 1540–1567 wydał ok. 700 druków. Drukował również dzieła polskich reformatorów, pisarzy politycznych i kaznodziei, m.in. Stanisława Orzechowskiego, Kromera O pochodzeniu i czynach Polaków (1558), Jana Łaski, Warszewickiego i Modrzewskiego.
Drukarnia istniała do 1591 roku.